# Троебратное
Троебратное (каз. Троебратное) — озеро в Узункольском районе Костанайской области Казахстана. Находится в 15 км к западу от села Макарьевка. На севере села Троебратский.
По данным топографической съёмки 1944 года, площадь поверхности озера составляет 4,06 км². Наибольшая длина озера — 4,3 км, наибольшая ширина — 1,5 км. Длина береговой линии составляет 11,4 км, развитие береговой линии — 1,58. Озеро расположено на высоте 156,6 м над уровнем моря.